# Resolutie 2390 Veiligheidsraad Verenigde Naties
Resolutie 2390 van de Veiligheidsraad van de Verenigde Naties werd met unanimiteit aangenomen door de VN-Veiligheidsraad op 8 december 2017. De resolutie concludeerde dat alle maatregelen in verband met de afwikkeling van het olie-voor-voedselprogramma in Irak volledig waren uitgevoerd.

## Achtergrond
Op 2 augustus 1990 viel Irak zijn zuiderbuur Koeweit binnen en bezette het land. De Veiligheidsraad veroordeelde de inval nog diezelfde dag middels resolutie 660 en later kregen de lidstaten carte blanche om Koeweit te bevrijden. Eind februari 1991 was die strijd beslecht en legde Irak zich neer bij alle aangenomen VN-resoluties. Hierna werd het olie-voor-voedselprogramma in het leven geroepen om de humanitaire noden van de Iraakse bevolking te lenigen.

## Inhoud
De secretaris-generaal van de Verenigde Naties en de Iraakse overheid waren, zoals met resolutie 1958 in 2010 was gevraagd, een regeling betreffende de afwikkeling van het olie-voor-voedselprogramma overeengekomen. Het overschot op de geblokkeerde rekening waarmee de kosten die daarmee gepaard gingen en de schadevergoedingen aan de VN werden betaald, ruim 14 miljoen dollar, was inmiddels overgemaakt aan Irak. Daarmee waren alle door de Veiligheidsraad opgelegde maatregelen volledig ten uitvoer gebracht.
Lijst ·  2337 ·  2338 ·  2339 ·  2340 ·  2341 ·  2342 ·  2343 ·  2344 ·  2345 ·  2346 ·  2347 ·  2348 ·  2349 ·  2350 ·  2351 ·  2352 ·  2353 ·  2354 ·  2355 ·  2356 ·  2357 ·  2358 ·  2359 ·  2360 ·  2361 ·  2362 ·  2363 ·  2364 ·  2365 ·  2366 ·  2367 ·  2368 ·  2369 ·  2370 ·  2371 ·  2372 ·  2373 ·  2374 ·  2375 ·  2376 ·  2377 ·  2378 ·  2379 ·  2380 ·  2381 ·  2382 ·  2383 ·  2384 ·  2385 ·  2386 ·  2387 ·  2388 ·  2389 ·  2390 ·  2391 ·  2392 ·  2393 ·  2394 ·  2395 ·  2396 ·  2397